# Vorey

Vorey-sur-Arzon este o comună în departamentul Haute-Loire, Franța. În 2009 avea o populație de 1,428 de locuitori.